# Зигмунд (колокол)
Зигмунд или Сигизмунд (пол. Dzwon Zygmunta) — имя самого известного польского колокола, одного из пяти колоколов, находящихся на Башне Сигизмунда, располагающейся в северной части собора святых Станислава и Вацлава в Кракове, Польша. Колокол назван в честь польского короля Сигизмунда I. Колокол звонит в определённые католические и национальные польские праздники. Считается одним из национальных польских символов. До Зигмунда самым большим колоколом в Польше был колокол «Tuba Dei».

## История
Колокол был отлит в 1520 году в Кракове немецким литейщиком Гансом Бегамом из Нюрнберга. 9 июля 1521 года колокол был установлен на Башне Сигизмунда и 13 июля 1521 года впервые прозвучал его голос.
Существовало мнение некоторых средневековых польских историков, которые утверждали, что колокол был вылит из трофейных молдавских пушек, захваченных во время битвы при Обертыне. Это мнение опровергаются датой установки колокола, которая произошла за десять лет до этой битвы. Другое мнение утверждает, что колокол был вылит из металла российских пушек, захваченных во время сражения под Оршей в 1514 году.
В XIX веке язык колокола три раза отрывался. В настоящее время старые языки колокола можно увидеть при входе в башню Сигизмунда.
До 1999 года Зигмунд был самым тяжёлым колоколом в Польше. В этом году в базилике Пресвятой Девы Марии Королевы Польши в Лихене Старом был установлен колокол Мария Богородица, который весит около 15 тонн.
В 2000 году в канун Рождества на колоколе появилась трещина.

### В настоящее время
Колокол Зигмунда звонит в важные моменты для Кракова и Польши, в том числе в последние годы:
- 31 декабря 2022 г. - после смерти Бенедикта XVI
- 5 января 2023 г. - во время похорон Бенедикта XVI в Ватикане.[3]

## Техническая характеристика
Общая масса колокола составляет около 12600 килограмм. Тело колокола весит 9.650 килограмм. Высота колокола составляет 241 см и диаметр — 242 см. Толщина — от 7 до 21 см. Современный язык весит 365 килограмм, что на 42 килограмма тяжелее прежних языков и прикрепляется к дубовому хомуту размером 308 см в длину и 219 см в высоту.
Зигмунд сделан из сплава меди (80 %) и олова (20 %).

## Описание
Тело колокола украшено изображениями и надписями.
Верхнюю часть талии опоясывает надпись на латинском языке буквами латинского Возрождения:

«Богу Всемогущему и Деве Богородице Защитнице своей король Польши Сигизмунд этот колокол отлил в честь своего величия и дел в год спасения 1520»
Оригинальный текст (лат.)
«Deo Opt Max ac Virgini Deiparae sanctisque patronis suis divus Sigismundus Poloniae Rex
campanam hanc dignam animi operumque ac gestorum suorum magnitudine fieri fecit anno salutis MDXX»

Ниже надписи на противоположных сторонах располагаются изображения святых Сигизмунда и Станислава. На одной стороне тела колокола изображён святой Сигизмунд, который является покровителем колокола и польского короля Сигизмунда I. На противоположной части находится изображение святого Станислава, одного из покровителя краковского собора святых Станислава и Вацлава, Кракова и всей Польши. Между изображениями святых на противоположных сторонах друг от друга находятся геральдические щиты с гербами Польши (Белый орёл) и Литвы. Под каждым гербом находится имя изготовителя колокола в двух вариантах на латинском и немецком языках: «Hans Beham
von Nurmberg» и «Ioannes Bohemus de Nurembergensis».
Зигмунд управляется вручную. Для раскачивания колокола требуется 12 звонарей по 6 человек с каждой стороны. Верёвки прикреплены к полу колокольни. В истории был случай, когда верёвка оборвалась и колебание колокола вытолкнуло одного из звонарей из окна колокольни. Звонарь удержал верёвку и обратное колебание вернуло его обратно на колокольню.
В XVI веке звонарями были крестьяне из села Свёнтники-Гурне. В последующие века звонарями были члены гильдии плотников. С середины XX века звонарями являются члены «Братства звонарей на Вавеле». Звонари обычно являются представителями польской интеллигенции и членство в Братстве в настоящее время в большинстве случаев передаётся по наследству от отца к сыну. В 1998 году одним из звонарей была женщина. Звонарь, участвовавший в 50 раскачиваниях Зигмунда в течение трёх лет получает особый жетон с надписью «Dzwonnik Zygmunta» (Звонарь Зизмунда). Уникальный золотой жетон «Dzwonnik Zygmunta» был вручён Римскому папе Иоанну Павлу II.
С 1888 года Зигмунд звучит в течение 8 минут. Во время процессии Станислава, которая происходит в мае, Зигмунд звучит около 20 минут.

## Даты звона
Колокол звучит в определённые дни католических и национальных праздников. Дополнительно он звонит по особым случаям на усмотрение краковского архиепископа.
Зигмунд звонил в особые моменты истории Польши. Зигмунд звонил 1 сентября 1939 года во время Германского вторжения в Польшу, 30 апреля 2004 года накануне вступления Польши в Евросоюз, по случаю каждого пастырского визита Римского папы Иоанна Павла II в Польшу и после авиакатастрофы в Смоленске. Он также звонил во время похорон или перезахоронений Адама Мицкевича (в 1900 году), Юзефа Пилсудского (в 1935 году), Владислава Сикорского (в 1993 году), Римского папы Иоанна Павла II (в 2005 году) и Леха Качинского (в 2010 году).
В 1940 году в колокол звонил генерал-губернатор Ганс Франк, чтобы отметить победу нацистской Германии над Францией.
После смерти Иосифа Сталина польские коммунистические власти потребовали звонить в колокол. Когда звонари отказались, Зигмундом управляли коммунистические активисты.
Известен случай, когда Зигмундом управляли ради детской шалости. В 1882 году на колокольню пробрались несколько подростков, которые смогли сделать одно раскачивание колокола.
| Событие                                | Дата               |
| -------------------------------------- | ------------------ |
| Торжество Пресвятой Богородицы         | 1 января           |
| Богоявление                            | 6 января           |
| Вербное воскресенье                    | подвижный праздник |
| Великая Суббота                        | подвижный праздник |
| Пасха                                  | подвижный праздник |
| Пасхальный понедельник                 | подвижный праздник |
| Торжество Божьего Милосердия           | подвижный праздник |
| День памяти святого Сигизмунда         | 2 мая              |
| День Конституции                       | 3 мая              |
| День памяти святого Станислава         | 8 мая              |
| Процессия святого Станислава           | подвижный праздник |
| Вознесение Господне                    | подвижный праздник |
| Пятидесятница                          | подвижный праздник |
| День памяти святой Ядвиги              | 8 июня             |
| Праздник Тела и Крови Христовых        | подвижный праздник |
| День Петра и Павла                     | 29 июня            |
| Успение Девы Марии                     | 15 августа         |
| День памяти святого Вацлава            | 28 сентября        |
| День памяти блаженного Иоанна Павла II | 22 октября         |
| День всех святых                       | 1 ноября           |
| День всех усопших верных               | 2 ноября           |
| День независимости                     | 11 ноября          |
| Праздник Христа Царя                   | подвижный праздник |
| Непорочное зачатие Девы Марии          | 8 декабря          |
| Сочельник                              | 24 декабря         |
| Рождество Христово                     | 25 декабря         |
| Второй день Рождества Христова         | 26 декабря         |

## Источник
- Czuma, Mieczysław; Mazan, Leszek (1998) (in Polish). Austriackie gadanie czyli Encyklopedia galicyjska, Kraków: OWH Anabasis. стр. 116—118. ISBN 83-85931-06-6.